# Síndrome de l'opercle toràcic
La síndrome de l'opercle toràcic o síndrome del congost toracic-braquial (SOT) és una síndrome consistent en la compressió a l'alçada de la sortida toràcica, d'un sistema neurovascular, que passa entre l'escalè anterior i el medi. Pot afectar el plexe braquial (nervis que passen del coll als braços) i/o l'artèria i vena subclàvia (entre el pit i les extremitats superiors).
És una condició en la qual hi ha compressió dels nervis, les artèries o les venes a l'obertura toràcica superior, el pas de la part inferior del coll a l'aixella, també coneguda com a sortida toràcica. N'hi ha de tres tipus principals: neurogènics, venosos i arterials. El tipus neurogènic és el més comú i es presenta amb dolor, debilitat, parestesia i ocasionalment pèrdua de força muscular a la base del polze El tipus venós provoca inflor, dolor i possiblement una coloració blavosa del braç. El tipus arterial produeix dolor, fredor i pal·lidesa del braç.

## Etiologia
La compressió pot dependre de la postura (causada pel moviment de la clavícula i l'espatlla) o ser permanent, causada per anomalies o estiraments en els diversos músculs que envolten artèries, venes i plexe braquial.
El TOS pot resultar de trauma, moviments repetitius del braç, tumors, embaràs o variacions anatòmiques com ara una costella cervical. El diagnòstic pot ser recolzat per estudis de conducció nerviosa i imatges mèdiques. El TOS és difícil de diagnosticar i hi ha molts diagnòstics diferencials potencials, així com altres malalties que sovint es coexisteixen amb el TOS.
El tractament inicial per al tipus neurogènic és amb exercicis per enfortir la musculatura del pit i millorar la postura. Els AINE com el naproxè es poden utilitzar per al dolor. La cirurgia es fa normalment per als tipus arterial i venós i per al tipus neurogènic si no millora amb altres tractaments. Els anticoagulants es poden utilitzar per tractar o prevenir els coàguls de sang. La malaltia afecta al voltant de l'1% de la població. És més freqüent en dones que en homes i es produeix amb més freqüència entre els 20 i els 50 anys. La condició es va descriure per primera vegada el 1818 i el terme actual "síndrome de sortida toràcica" es va utilitzar per primera vegada el 1956.
El TOS es pot atribuir a un o més dels factors següents:
- Hi ha certes anomalies congènites que es troben freqüentment en persones amb TOS. Aquests inclouen costella cervical, procés transversal prolongat i anomalies musculars (per exemple, al múscul escalè anterior, un escalè mitjà en forma de falç) o anomalies del teixit connectiu fibrós.[11]
- Sovint s'afecta un trauma (per exemple, lesions per cop de cervix) o un esforç repetitiu.[11]
- Les causes adquirides més rares inclouen tumors (especialment tumor de Pancoast), hiperostosi i osteomielitis[11]

## Classificació

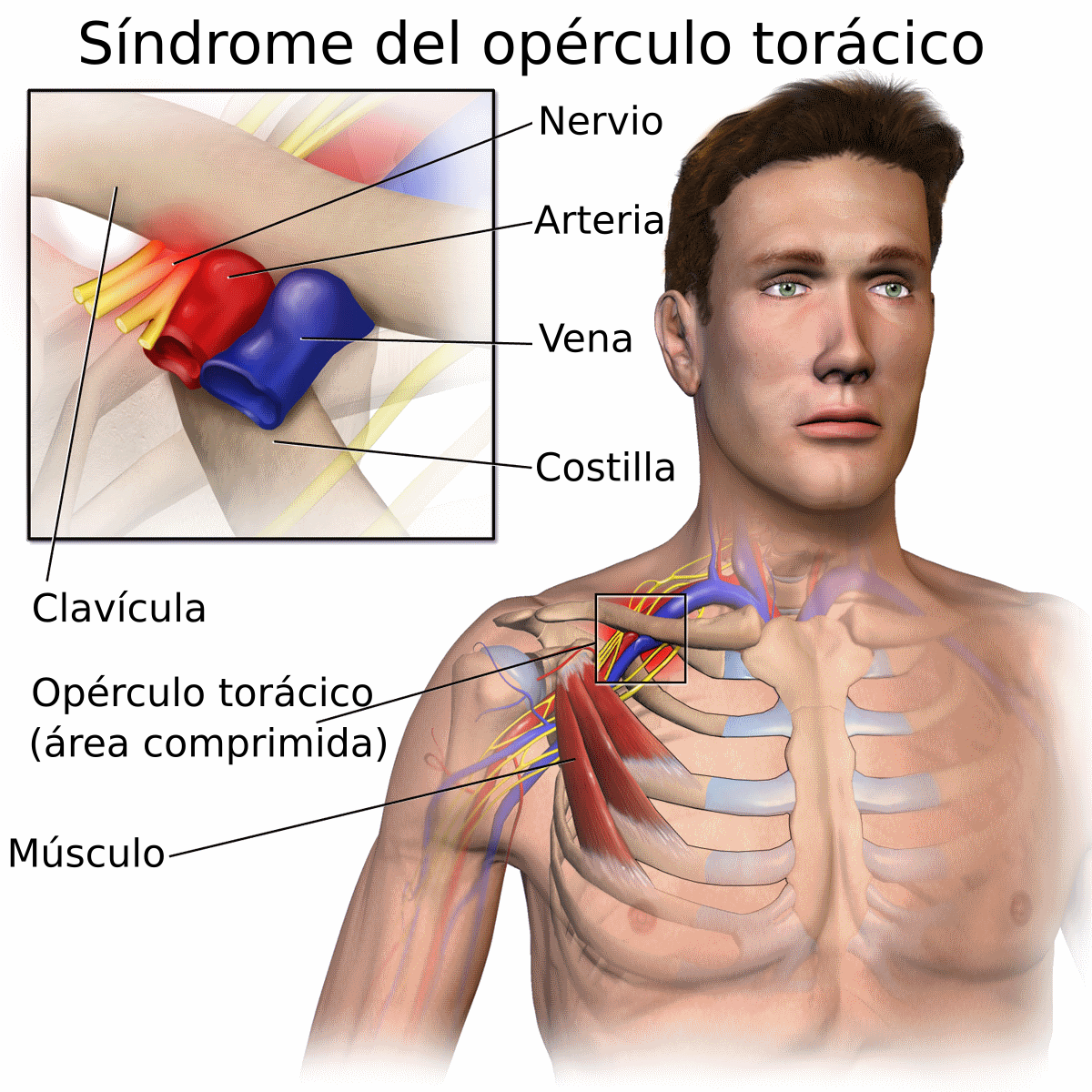
Síndrome de l'opercle toràcic

### Segons el sistema afectat
Poden estar afectats els sistemes arterial, venós o nerviós. En principi, poden estar afectats tots ells simultàniament però sol haver-ne un predominant. Segons quina es classifica la SOT en venosa, arterial o neurològica.

### Segons origen de la compressió
Les següents estructures poden ser les culpables de la compressió:
- escalè
- clavícula
- costelles cervicals

## Diagnòstic

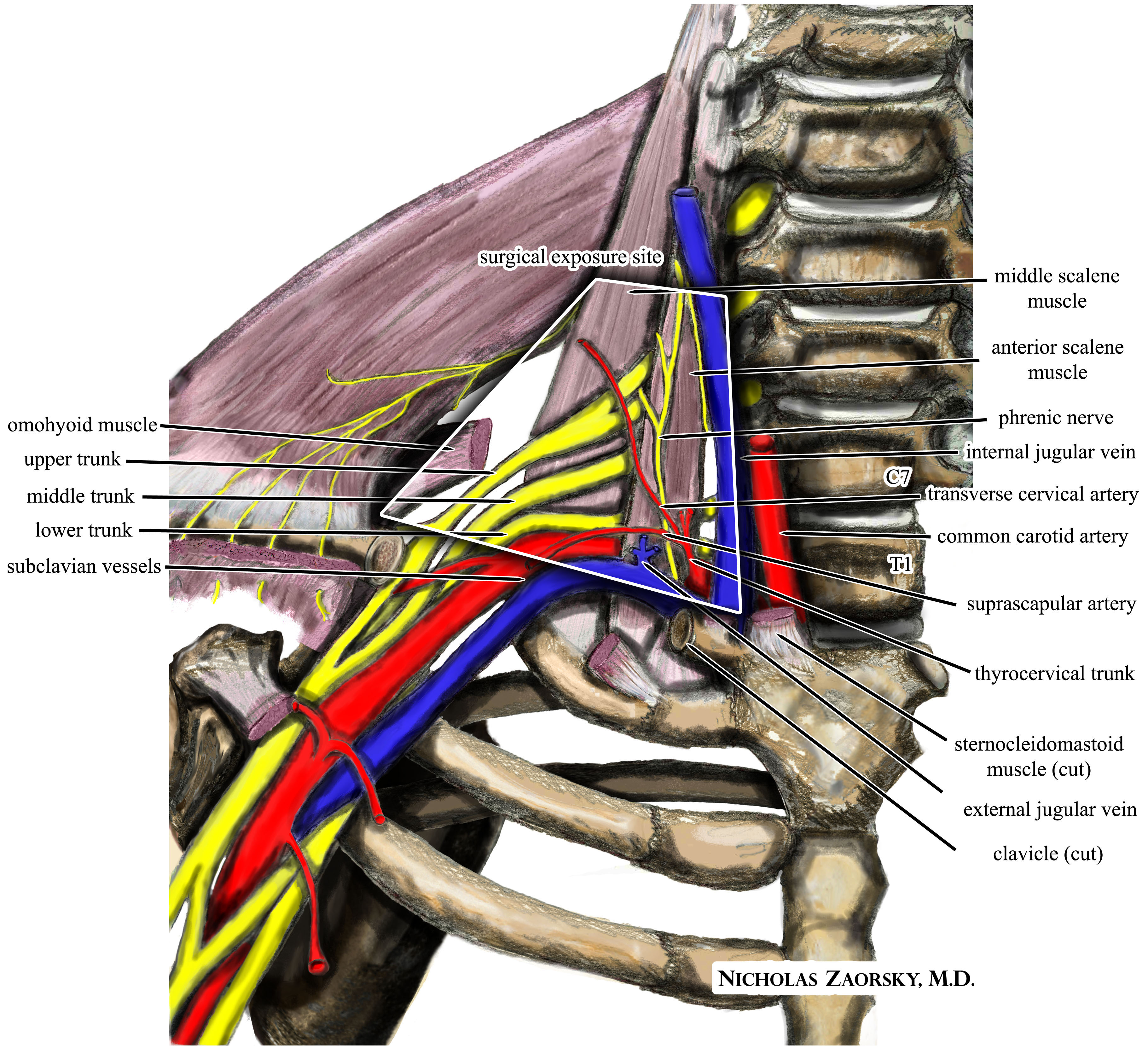
Anatomia del plexe braquial.

Per tal de diagnosticar la síndrome de l'opercle toràcic, es pot fer la maniobra d'Adson. Aquesta prova consisteix a palpar el pols radial, abduir l'espatlla noranta graus i fer una rotació externa màxima de l'espatlla. Posterior això trencar contralateralment el cap del pacient acompanyat d'una inspiració profunda. Si el pols radial desapareix completament, i els símptomes referits (parèsies, parestèsies, etc.), apareixen al membre superior, la troballa serà positiva per al SOT.
El signe d'Adson i la maniobra costoclavicular no tenen especificitat i sensibilitat i només haurien de constituir una petita part de la història completa obligatòria i l'examen físic realitzat amb un pacient sospitós de tenir TOS. Actualment no hi ha cap signe clínic únic que faci el diagnòstic de TOS amb algun grau de certesa.
Les maniobres addicionals que poden ser anormals en el TOS inclouen la prova de Wright, que consisteix a hiperabduir els braços per sobre del cap amb certa extensió i avaluar la pèrdua de polsos radials o signes d'escaldament de la pell de les mans que indiquen una disminució del flux sanguini amb la maniobra. També s'utilitza la "prova de compressió", exercir pressió entre la clavícula i el cap humeral medial provoca una radiació de dolor i/o entumiment al braç afectat.
L'arteriografia Doppler, amb sondes a la punta dels dits i dels braços, prova la força i la "suavitat" del flux sanguini per les artèries radials, amb i sense que el pacient faci diverses maniobres de braç (que provoca compressió de l'artèria subclàvia a la sortida toràcica). Els moviments poden provocar símptomes de dolor i entumiment i produir gràfics amb un flux sanguini arterial disminuït a la punta dels dits, proporcionant una forta evidència de l'impacte de l'artèria subclàvia a la sortida toràcica. L'arteriografia Doppler no utilitza sondes a la punta dels dits i als braços, i en aquest cas és probable que es confongui amb la pletismografia, que és un mètode diferent que utilitza ultrasons sense visualització directa dels vasos afectats. L'ecografia Doppler (no realment "arteriografia") no s'utilitzaria a l'artèria radial per fer el diagnòstic de TOS. Finalment, fins i tot si un estudi Doppler de l'artèria adequada fos positiu, no diagnosticaria TOS neurogènic, amb molt el subtipus més comú de TOS. Hi ha moltes proves a la literatura mèdica per demostrar que la compressió arterial no equival a la compressió del plexe braquial, tot i que es poden produir junts, en diferents graus. A més, la compressió arterial per si sola no fa el diagnòstic de TOS arterial (la forma més rara de TOS). S'han demostrat graus menors de compressió arterial en individus normals en diverses posicions del braç i es creu que tenen poca importància sense els altres criteris per a TOS arterial.
La ressonància magnètica pot mostrar l'anatomia de la sortida toràcica, els teixits tous que causen la compressió i pot mostrar directament la compressió del plexe braquial.

## Tractament
Segons la gravetat de la compressió es pot anar des de fisioteràpia incloent el TENS fins a una operació per eliminar l'estructura compressora.
L'estirament, la teràpia ocupacional i la teràpia física són enfocaments no invasius comuns utilitzats en el tractament del TOS. L'objectiu de l'estirament és alleujar la compressió a la cavitat toràcica, reduir l'impacte dels vasos sanguinis i dels nervis i realinear els ossos, músculs, lligaments o tendons que estan causant el problema.